# Severočeské divadlo opery a baletu
Severočeské divadlo opery a baletu je divadlo v Ústí nad Labem. Už od své profesionalizace v roce 1909 sídlí v neobarokní budově se secesními prvky na Lidickém náměstí, která je kulturní památkou. Kapacita je 800 lidí.

## Historie
První amatérská divadelní společnost byla zřízena již roku 1818. Od začátku v ní hráli především vysoce postavení měšťané, v roce 1838 se například přidal i tehdejší starosta. Vzhledem k národnostnímu složení v 19. století se hrály německé hry. Ve 40. letech původní členové začínali vymírat, nová vlna přišla až v dalším desetiletí.
Změna nastala koncem 19. století, kdy se začalo mluvit o výstavbě vlastní divadelní budovy (do té doby se hrálo v hostinci na náměstí) mimo jiné i jako znak rostoucího bohatství města a jeho obyvatel. V roce 1899 město přidělilo pro výstavbu pozemek u dnešního Lidického náměstí. Stejně tak byl založen divadelní výbor přejmenovaný roku 1903 na Spolek pro výstavbu divadla, jehož úkolem bylo především stavbu financovat. To se dařilo rychle, kromě získaných statisíců rakouských korun zařídil i dary od měšťanského pivovaru, spořitelny a od Spolku pro chemickou a hutní výrobu. Roku 1906 rozhodlo město o tom, že divadlo má mít kapacitu od 700 do 800 osob a vypsalo architektonickou soutěž. Z celkových 42 vyhrál návrh vídeňského architekta specializovaného na divadla Alexandera Grafa, který navrhoval například divadla ve Znojmě, v Mostě nebo Slovinské národní divadlo. Náklady na stavbu přesáhly částku jeden milion rakouských korun.

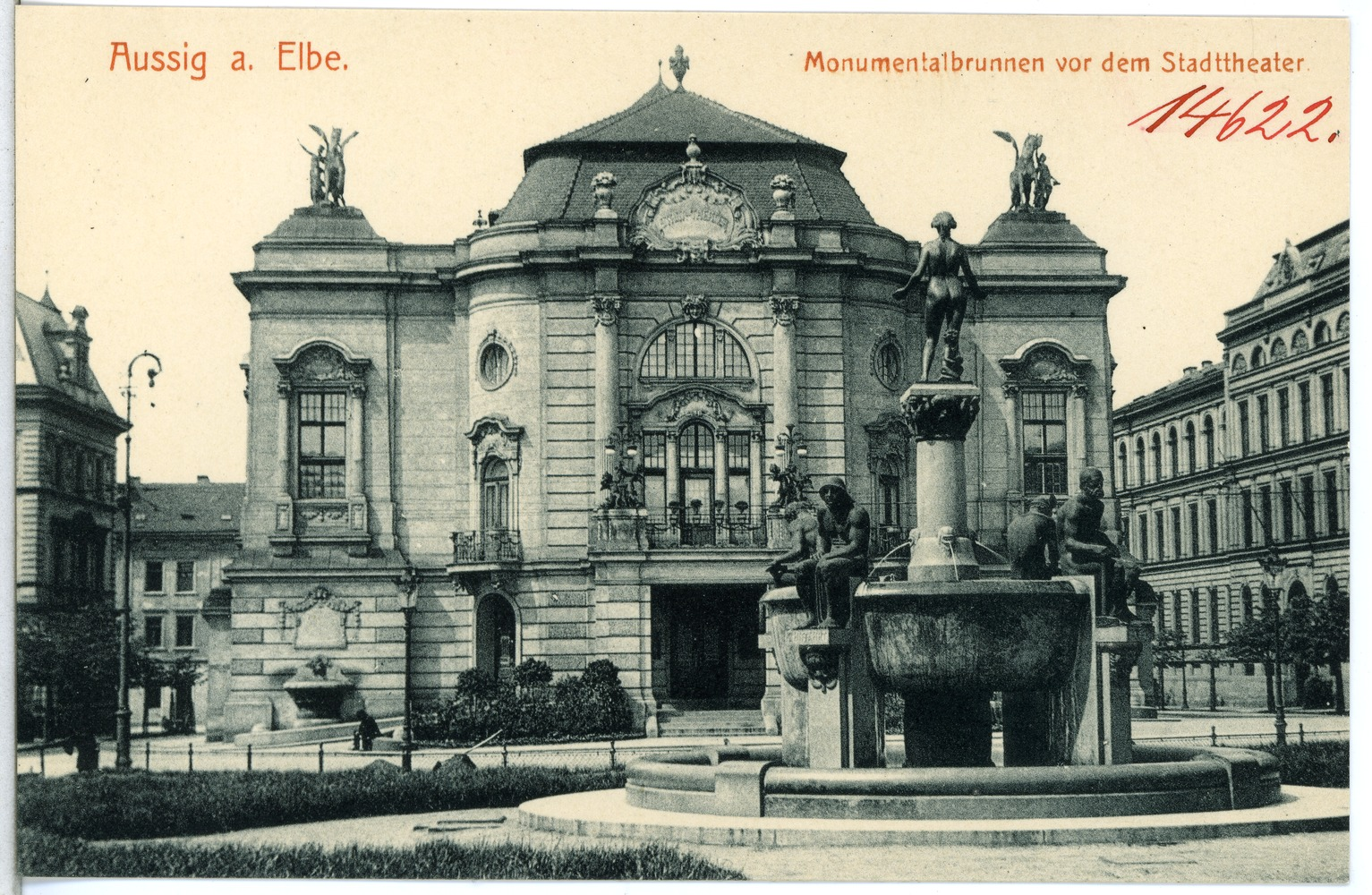
Pohlednice z roku 1912 s budovou divadla.

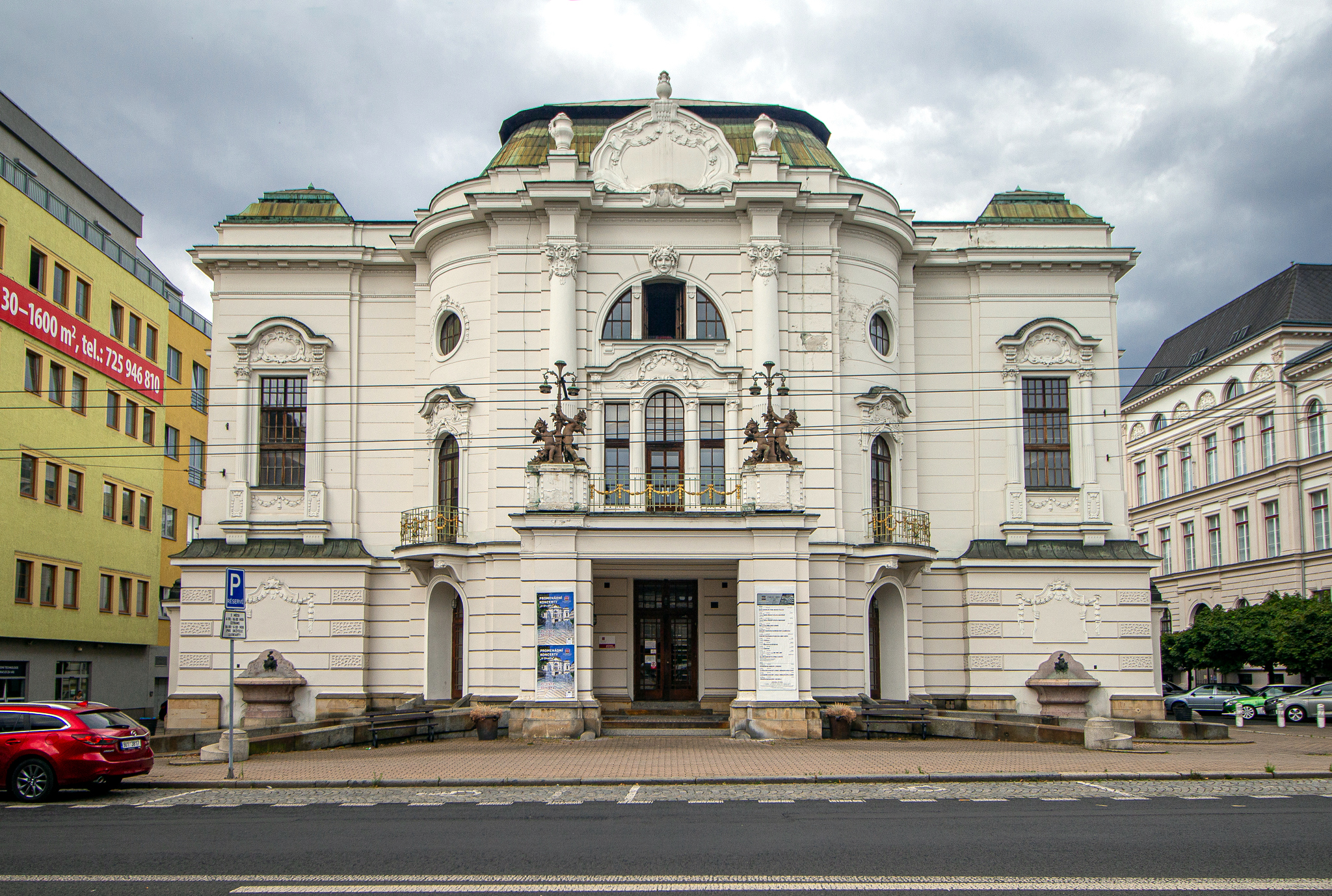
Severočeské divadlo, průčelí v roce 2023

První hrou byla Grillparzerova Sapho, kde hlavní roli hrála první ředitelka Maria Pospischilová. Ta byla v roce 1913 odvolána a až do konce první světové války se vystřídalo mnoho ředitelů a kvalita klesala.
V roce 1919 vyvstala otázka, kdo bude zajišťovat provoz divadla. Nakonec bylo rozhodnuto, že provozovatelem bude samotné město i na úkor deficitu. Ten ovšem již v letech 1923 a 1924 přesáhl milion korun československých, a tak se rozhodlo, že se bude divadlo pronajímat. Zároveň v tomto období se začínaly hrát první české hry, pravidelně o svátcích. První česká hra byla Tylův Dráteník již roku 1919. Roku 1924 bylo dohodnuto díky komunistovi F. Šrámkovi, že bude 30 českých představení za sezónu. Úspěšné byly sbory vojenských útvarů nebo i ústeckých ochotníků, kteří se uplatnili i za hranicemi. Poslední českou hrou před odstoupením Sudet byla inscenace Matky olomouckou činohrou.
Po obsazení města nacisty byli odvoláni všichni pracovníci českého a židovského původu. Problémy s financováním divadla dočasně vyřešilo štědré sponzorování Ministerstvem propagandy. Postupně bylo zaváděno více a více ideologických her. Nakonec, vlivem celkového nedostatku peněz, bylo divadlo roku 1944 uzavřeno. Po skončení války bylo divadlo opět otevřeno a krátce neslo název Slovanské divadlo Beneše a Stalina, o měsíc později Městské divadlo v Ústí nad Labem. Prvním poválečným opět českým představením byla Smetanova Prodaná nevěsta. Zároveň byly ustanoveny činoherní soubor a Městský symfonický orchestr.
Další změny především v organizaci následovaly po roce 1948. V sezóně 1949/1950 bylo dokonce divadlo sloučeno s divadly teplickým a mosteckým pod jedno vedení v Teplicích. Toto uspořádání však vydrželo pouhé dva roky. V roce 1968 bylo rozhodnuto o novém jménu, Státní divadlo Zdenka Nejedlého. Po čtyřech letech bylo oficiálně přičleněno k Činohernímu studiu. Koncem 80. let začala rekonstrukce a přístavba budovy technického zázemí.
V roce 1990 se divadlo přejmenovalo na Státní divadlo v Ústí nad Labem. O dva roky později se Činoherní studio opět osamostatnilo a o další rok později se budova otevřela po rekonstrukci. V půlce 90. let se vrátilo označení Městské divadlo Ústí nad Labem a v roce 2004 bylo naposledy přejmenováno na Severočeské divadlo opery a baletu. Od roku 2012 divadlo provozuje společnost s ručením omezeným Severočeské divadlo, kdy je vlastnický podíl rozdělen napůl mezi město a Ústecký kraj.

## Budova

### Historie stavby
Hlavní budova divadla tvoří jednu stranu Lidického náměstí. Po stranách stojí historická budova Muzea města Ústí nad Labem a kritizovaná polyfunkční novostavba, která nahradila proluku po v 80. letech zbouraném poštovní paláci. Za touto budovou je menší přístavba divadla, kde se nachází především technické zázemí. Na protější straně náměstí se nachází sídlo magistrátu z přelomu 50. a 60. let 20. století, které je taktéž památkově chráněno.
Návrh na divadlo vzešel z architektonické soutěže roku 1906. Avšak vítězný návrh nebyl ten realizovaný. 1. místo tehdy získal vídeňský architekt Rudolf Kraus s taktéž neobarokním návrhem. Tento plán však počítal s financemi přesahujícími částku 1,4 milionu korun. Ani druhé a třetí místo s návrhy v duchu secese nebyly využity. Město se nakonec rozhodlo pro levnou variantu Alexandera Grafa, který se v soutěži nedostal ani do postupujícího kola. Nakonec však cena výstavby stejně přesáhla onu odhadovanou o téměř 400 tisíc rakouských korun.
První úpravy ve 30. letech spočívaly v novém systému osvětlení a dálkovém vytápění celé budovy. Další změnou bylo odstranění kovových soch Génia a Pegase ze střechy v období druhé světové války, které daroval židovský ústecký průmyslník Eduard Jakob Weinmann. První velká rekonstrukce přichází v roce 1967. Uvnitř byly provedeny technické úpravy, vyměněny sedadla, položen mramor, stěny vytapetovány a celková výzdoba restaurována. Obnovena byla také fasáda a střecha. Práce byly ukončeny v roce 1972 a provoz divadla byl omezen pouze pár měsíců. O další rekonstrukci se rozhodlo roku 1984 kvůli havarijnímu stavu techniky a nevhodnému dispozičnímu řešení. Proběhla celková modernizace jeviště a divadelních technologií jako například osvětlovací nebo audiovizuální technika. Zároveň byly provedeny opět restaurace ve vnitřní i vnější části budovy a doplnění o současná umělecká díla včetně opony. Součástí byla přístavba obsahující skladiště a zkušebny započatá roku 1987, která se nakonec postavila jen zčásti. S historickou budovou je propojena prosklenou chodbou v patře. Na rozdíl od předchozí rekonstrukce byl provoz divadla výrazně omezen a hrálo se v Domě kultury. Rekonstrukce skončila v roce 1993 a dostavba roku 1996.

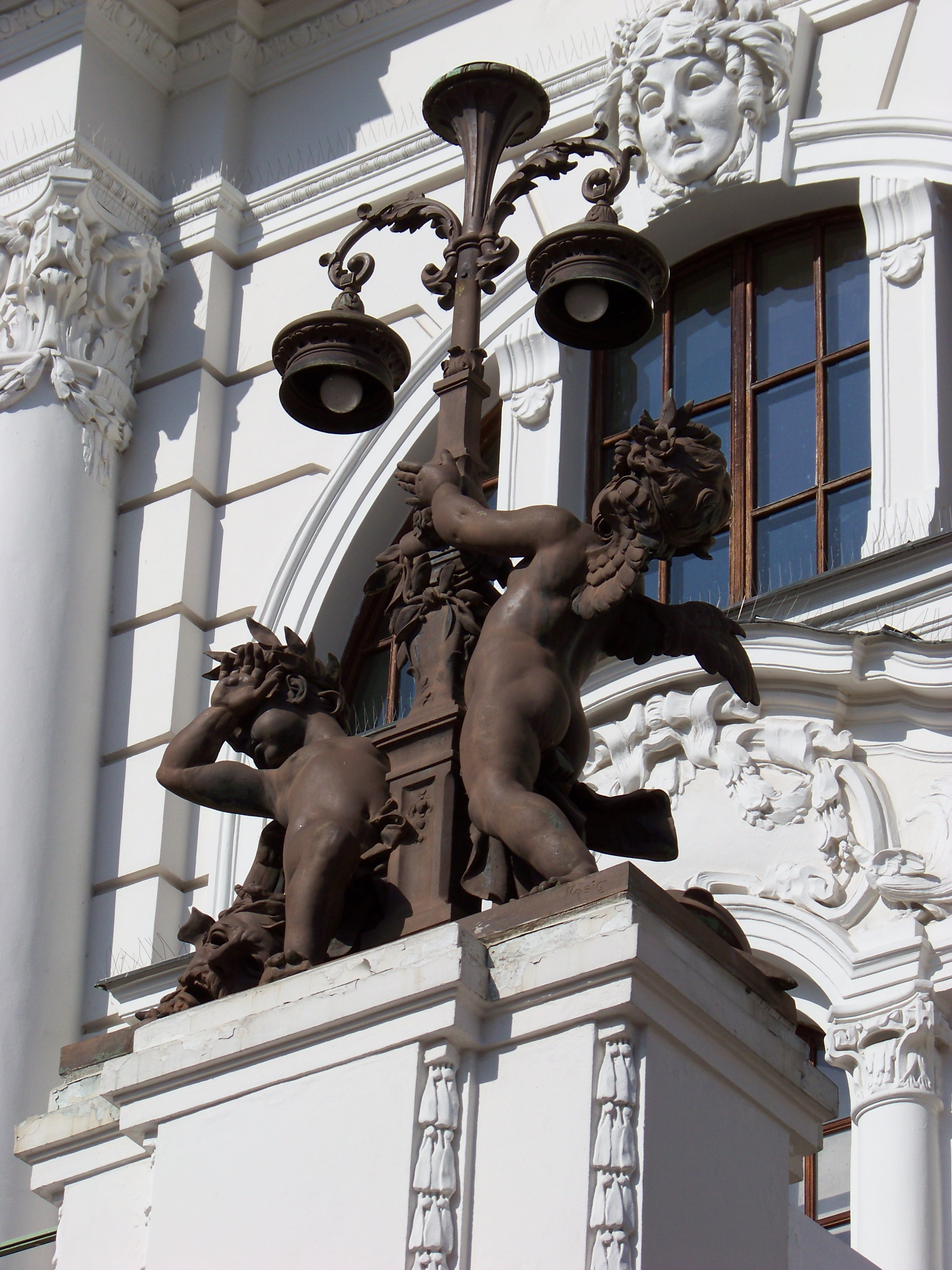
Detail lampy s amorety

### Exteriér
Čtyřpatrová samostatně stojící silně členitá obdélníková budova je v duchu neobaroka se secesními prvky. Kryje ji soustava mansardových střech. Hlavní průčelní strana je výrazná oblým rizalitem a portikem s terasou v patře, na jejíchž sloupcích stojí dvě sochy amoretů. Stejně jako zmíněná terasa mají i dva postranní balkónky zábradlí s ozdobnými pozlacenými řetězci. Sem vedou dva silně zdobené vstupy na stejné úrovni, jako jsou postranní vchody v přízemí a kulatá okna ve 2. patře. Na terasu vedou tři opět silně zdobená francouzská okna s pilastry mezi jednotlivými částmi. Nad ním se nachází další půlkruhové trojdílné okno s maskaronem na vrchu. Celá tato centrální část rizalitu je ohraničena dvěma velkými ozdobnými pilastry nesoucími hlavní římsu, na které se poté nachází štít s kartuší mezi dvěma vázami s jednou na svém vrcholu. Zbylá průčelní strana divadla je výrazná především vysokými okny ohraničenými pilastry nesoucími suprafenestry. Boční strany jsou stejné. Výrazné jsou zde vystupující schodišťové chodby, kterých jsou tři páry. Mezi první a druhou se nachází balkony. Zadní strana je daleko méně dekorována a nejvýraznějším prvkem je vysoký vstup přímo na jeviště.

### Interiér
V hlavní osmiboké hale se nachází diagonální schodiště na balkon a pravoúhlá lomená schodiště na galerii. Dále se zde nachází tři geometrické secesní foyery a další zázemí. Vnitřek je zdoben zlacenými štuky a přírodními ornamenty v kontrastu s geometrizující podobou svítidel. Stropy jsou řešeny na začátku 20. století moderní metodou železobetonové konstrukce. Hlediště je kompozičně sjednocené, celkový tvar je podkovovitý. Balkóny postranních lóží jsou zespoda zaobleny a štukatérsky ozdobeny do podoby mušlí. Prostřední trojice na rozdíl od ostatních lóží má propojené parapety, není oddělena pilíři a je celá ve společném portálu zakončeném do tvaru klenební lunety. Strop je rozdělen na tři klenební pole, které mají tvar stlačeného oblouku. Na nich jsou paprsčité pásy štuků. Také se zde nachází malba vídeňského profesora Eduarda Veita, která má zobrazovat pracovitost Ústečanů. Opona je malovaná na téma commedia dell'arte. Jejím autorem je akademický malíř Petr Menš. Původní opona byla železná s ornamentálními pásy.

## Ředitelé
- Maria Pospischilová (1909–1913)
- Max Steiner-Kaiser (1913–1916)
- Carl Richter, později dr. Viktor Eckert (1916–1920)
- Alfred Huttig (1920–1929)
- Franz Josef Delius (1929–1933)
- Alfred Huttig (1933–1941)
- dr. Edgar Gross (1941–1945)
- Zdeněk Jaromír Vyskočil (1945)
- K. Jičínský (1945–1946)
- Bohumil Kristejn (1946–1949)
- Tadeáš Šeřinský (1949–1950) – ředitel sdružených severočeských divadel
- J. Pacl (1950–1952) – ředitel sdružených severočeských divadel
- Vladimír Bauer (1952–1956)
- Josef Bartl (1956–1960)
- Miloš Linka (1960–1962)
- Jaroslav Šťastný (1962–1969)
- Joža Mikula (1969–1977)
- Vladimír Nemolovský (1977–1986)
- Miloš Krejčí (1986–1990)
- Petr Jonáš (1990–1992)
- František Ulma (1993)
- Josef Novák (1993–1995)
- Petr Vlasák (1995–1998)
- Petr Jonáš (1998–2006)
- Tomáš Šimerda (2006–2011)
- Miloš Formáček (2011)[17]